# Sternatia
Sternatia (im griechischen Dialekt: Chora oder Starnaìtta) ist eine südostitalienische Gemeinde (comune) mit 2115 Einwohnern (Stand 31. Dezember 2023) in der Provinz Lecce in Apulien. Die Gemeinde liegt etwa 16 Kilometer südsüdöstlich von Lecce im mittleren Salento.

## Verkehr
Durch die Gemeinde führt die Strada Statale 16 Adriatica.
Der Bahnhof des Ortes liegt an der Bahnstrecke Lecce–Gallipoli.

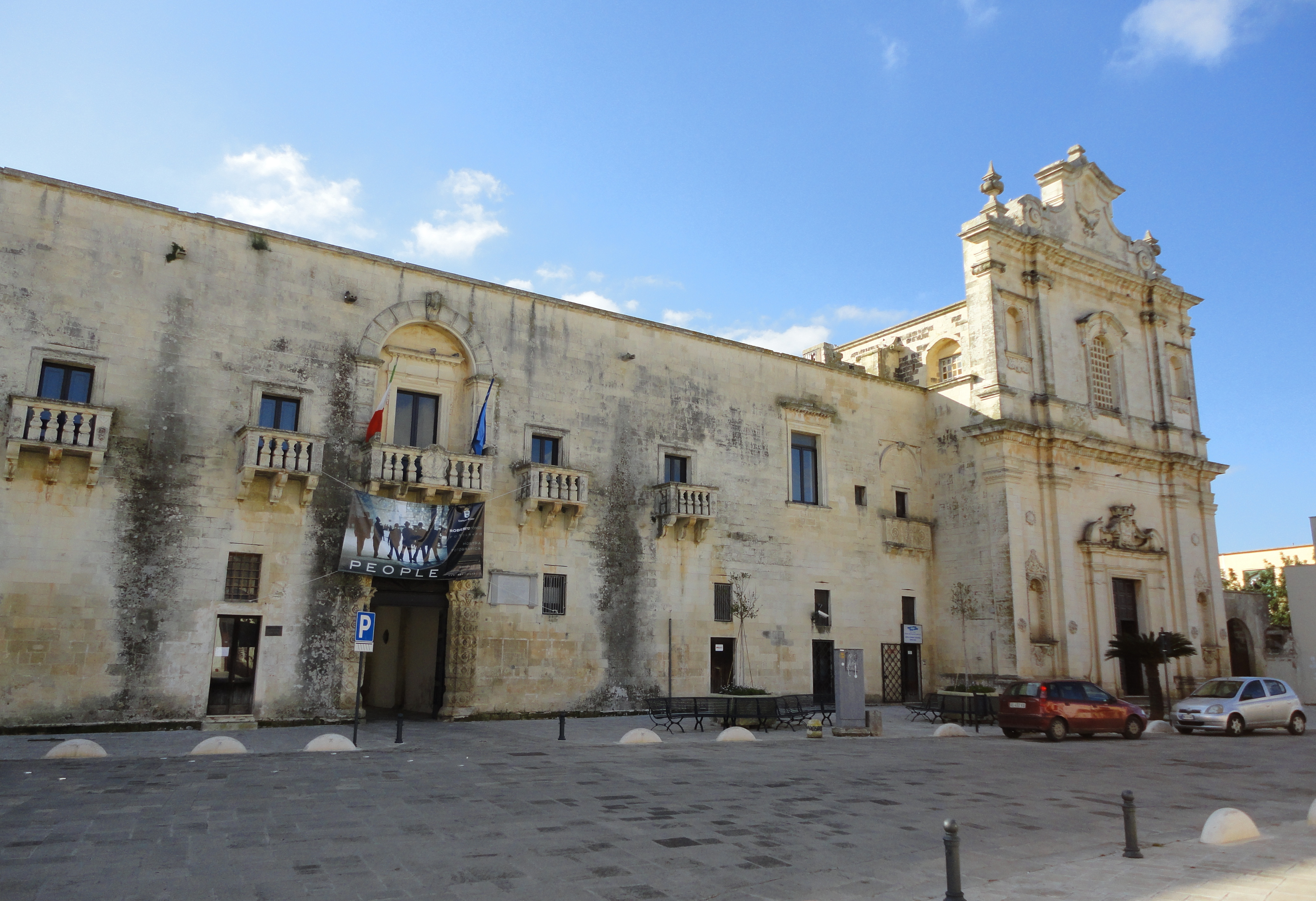
Complesso dei Domenicani